# Вистиеру (Прахова)
Вистиеру (рум. Vistieru) насеље је у Румунији у округу Прахова у општини Шотриле. Oпштина се налази на надморској висини од 755 m.

## Становништво
Према подацима из 2002. године у насељу је живело 474 становника, од којих су сви румунске националности.